# Долње Семеровце
Долње Семеровце (слч. Dolné Semerovce) насељено је мјесто са административним статусом сеоске општине (слч. obec) у округу Љевице, у Њитранском крају, Словачка Република.

## Становништво
| Година:    | 1994. | 2004.   | 2014.    | 2024.   |
| ---------- | ----- | ------- | -------- | ------- |
| Број људи: | 462   | 502     | 555      | 535     |
| Разлика:   |       | +8,65 % | +10,55 % | -3,60 % |

| Година:    | 2023. | 2024. |
| ---------- | ----- | ----- |
| Број људи: | 535   | 535   |
| Разлика:   |       | +0 %  |

Према подацима о броју становника из 2011. године насеље је имало 541 становника.